# 藤野幸雄
藤野 幸雄（ふじの ゆきお、1931年7月6日 - 2014年11月15日）は、日本の図書館学者。
群馬県前橋市に生まれる。1955年東京外国語大学ロシア語科卒業。1957年文部省図書館職員養成所を卒業し、財団法人国際文化会館職員となる。1961年から翌年にかけ、カリフォルニア大学ロサンジェルス校大学院図書館サービス学科に学ぶ。1970年国際文化会館図書室長となる。1979年図書館短期大学教授、翌年図書館情報大学教授。1993年図書館情報大学副学長（1999年まで）。1995年定年退官、名誉教授、2000年東京農業大学教授（2002年まで）、愛知学院大学客員教授。専門は図書館史、出版文化史。ほか海外の文化・歴史についてのノンフィクションも著す。

## 著書
- 『大英博物館』1975　岩波新書
- 『国立国会図書館 その理想と現実』教育社入門新書 時事問題解説 1978
- 『嵐が丘 ブロンテ家の物語』弥生書房　1982
- 『春の祭典 ロシア・バレー団の人々』晶文社　1982
- 『探検家リチャード・バートン』1986　新潮選書
- 『悲劇のアルメニア』1991　新潮選書
- 『資料・図書館・図書館員 30篇のエッセイ』日外アソシエーツ　1994
- 『モスクワの憂鬱 スクリャービンとラフマニノフ』彩流社　1996
- 『赤い島 物語マダガスカルの歴史』彩流社　1997
- 『アメリカ議会図書館 世界最大の情報センター』1998　中公新書
- 『現代の図書館 図書館概説』勉誠社　1998
- 『図書館史・総説』勉誠出版　図書館・情報メディア双書 1999
- 『ブロンテ家の物語』2000　勉誠新書
- 『図書館へのこだわり』2001　勉誠新書
- 『夢みる人 作曲家フォスターの一生』勉誠出版　智慧の海叢書 2005
- 『決闘の話』勉誠出版　2006
- 『図書館この素晴らしき世界』勉誠出版　2008

### 共編著
- 『図書館を育てた人々 外国編 1 (アメリカ)』編著　日本図書館協会　1984
- 『図書館学入門』荒岡興太郎共著　1985　有斐閣双書
- 『図書館の歴史』寺田光孝共著　日外アソシエーツ　1994
- 『図書館情報学入門』荒岡興太郎、山本順一共著　1997　有斐閣アルマ
- 『エルミタージュ 波乱と変動の歴史』郡司良夫共著　勉誠出版・遊学叢書　2001
- 『世界の図書館百科』編著　日外アソシエーツ 2006
- 『図書館を育てた人々 イギリス篇』藤野寛之共著　日本図書館協会　JLA図書館実践シリーズ 2007

### 翻訳
- ピアス・バトラー『図書館学序説』日本図書館協会　1978
- J.H.シェラ『図書館の社会学的基盤』日本図書館協会　1978
- ヨリス・フォルシュティウス,ジークフリート・ヨースト『図書館史要説』日外アソシエーツ　1980
- A.J.アンダーソン『図書館の自由と検閲 あなたはどう考えるか』監訳　日本図書館協会　1980
- G.ノーマン・ナイト編『索引 作成の理論と実際』日外アソシエーツ　1981
- ルイーズ=ノエル・マルクレス『書誌』白水社・文庫クセジュ　1981
- ジャン=ピエール・アレム『アルメニア』白水社・文庫クセジュ　1986
- 『世界作家事典 1 (ミステリ・冒険・スパイ)』監訳　トムソンコーポレーションジャパン (発売)1993
- ダニエル・B.ベイカー編『世界探検家事典 1』編・訳　日外アソシエーツ　1997
- ジェームズ・H・ビリントン『聖像画と手斧 ロシア文化史試論』勉誠出版　2000
- ヤーン・クロス『マルテンス教授の旅立ち』勉誠出版　2000
- 『世界児童・青少年文学情報大事典』全15巻　編訳　勉誠出版　2000-04
- ガブリエル・ノーデ『図書館設立のための助言』監訳　藤野寛之訳　金沢文圃閣　図書館学古典翻訳セレクション 2006
- エヴゲーニー・シャムーリン『図書館分類=書誌分類の歴史』宮島太郎共訳　金沢文圃閣　図書館学古典翻訳セレクション 2007
- 『ピアス・バトラー図書館学/印刷史著作集』監修・編訳　金沢文圃閣　図書館学古典翻訳セレクション 2008

## 参考
- 訃報 - 情報メディア学会